# オーデル川

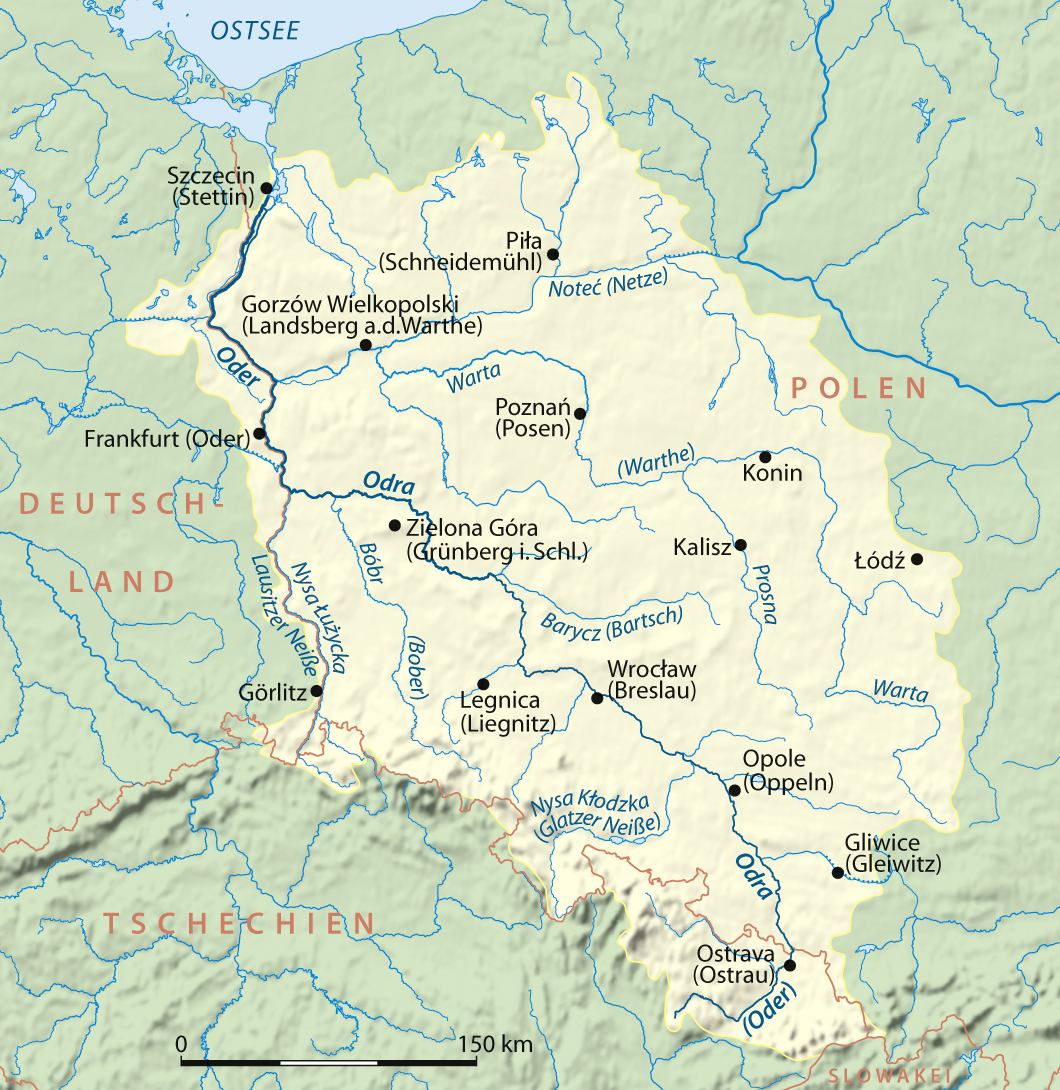
流域

オーデル川（オーデルがわ。ドイツ語: Oder [ˈoːdɐ] ( 音声ファイル), ポーランド語・チェコ語: Odra ポーランド語: [ˈɔdra] ( 音声ファイル) チェコ語: [ˈodra] ( 音声ファイル)）は、中央ヨーロッパを流れる河川である。チェコ共和国北東部のズデーテン山脈に源流を発し、ポーランド国内のシレジア（シロンスク）を北西に向けて流れ、ポーランドとドイツの国境（オーデル・ナイセ線）沿いの延長187 kmを北に向かう。ナイセ川・ヴァルタ川などの支流を合わせた後、ポメラニア（ポモージェ）に入りシュチェチンの北にある潟湖（シュチェチン湾）へ注ぎ、そこから3つの川（あるいは海峡）に分かれてバルト海に注ぐ。
全長は854.3 km、流域面積は11万8,861 km2におよぶ。水位の変動が激しいことで有名である。
中流にはヴロツワフ（独：ブレスラウ）、下流にはシュチェチン（独：シュテティーン）などの都市がある。運河でヴィスワ川と結ばれており、シロンスクの重工業地域とポーランドの中央部が水運で繋がれている。
支流ナイセ川と、ナイセ川合流点以降のオーデル川を合わせた線は、オーデル・ナイセ線として1945年に東ドイツ（ドイツ民主共和国）とポーランドの国境となった。東西ドイツの統一後、1990年11月のドイツ・ポーランド国境条約により確認され、現在に至る。

## 名称
言語により様々な名で呼ばれており、日本で一般的なオーデル (Oder) はドイツ語に由来する。また現代ドイツ語発音に基づきオーダー川とも表記される。英語もオーダー (Oder) である。
ポーランド語・チェコ語・スロヴァキア語ではオードラ (Odra)。日本語の地図でもポーランド部分はオドラ川と記される。シレジア語でウォドラ Ôdra、ロシア語でオドラ Одра、ハンガリー語ではオデラ Odera。
古典ラテン語ではヴィアドルス Viadrus あるいはヴィアドゥア Viadua, 中世ラテン語ではオッデラ Od(d)era と書かれた。

## 地理

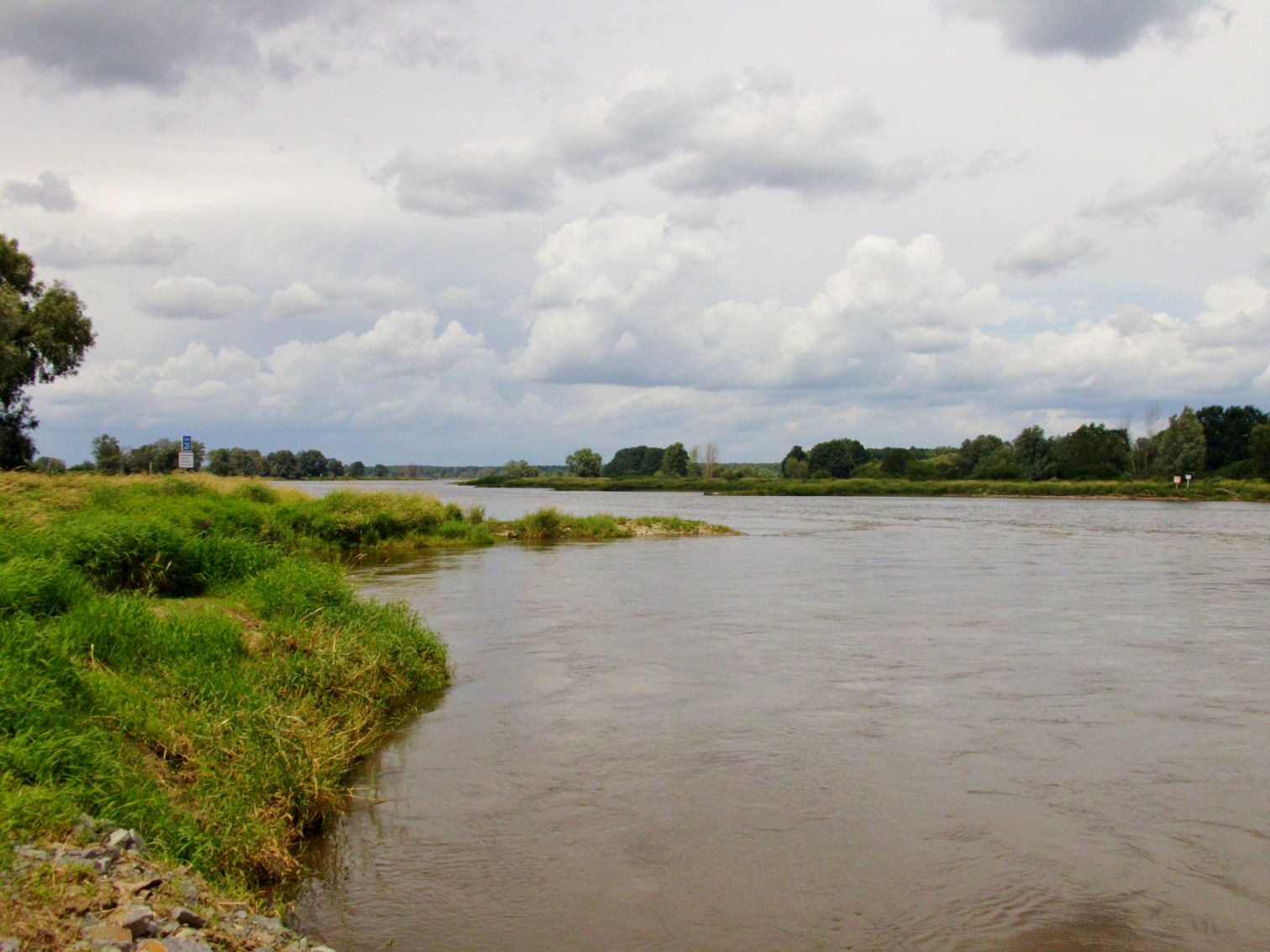
オーデル川とナイセ川の合流地点

オーデル川はチェコ領内を112 km、ポーランド領内を742 km（うちドイツとの国境を187 km）にわたり流れ、ポーランドではヴィスワ川に次いで第二の大河である。ズデーテン山脈の東麓に発した後、チェコ領内ではオロモウツ州とモラヴィア・スレスコ州（州内のモラヴィア地方とシレジア地方の境の一部をなす）を流れ、チェコ第3の都市オストラヴァの下流でポーランドへ入る。
ポーランド領内ではシレジア地方を貫いて流れ、ポメラニア地方の中央でバルト海へと出る。シロンスク県、オポーレ県、ドルヌィ・シロンスク県、ルブシュ県、西ポモージェ県を流れ、ドイツ側からはブランデンブルク州とメクレンブルク＝フォアポンメルン州が接する。
流域面積は11万8,861 km2で、うち89%にあたる10万6,056 km2はポーランド、6%の7,217 km2がチェコ、5%の5,587 km2がドイツとなる。最大の支流でポーランド第三の大河であるヴァルタ川（独：ヴァルテ川）は右岸のポーランド側から合流している。
内陸運河で多数の河川と結ばれる。左岸のドイツ側では、エルベ川の支流ハーフェル川およびその支流でベルリンを流れるシュプレー川とつながり、右岸では中流の支流ノテチ川（独：ネッツェ川）および上流の上シレジアを流れる支流クウォドニツァ川（Kłodnica、独：クロドニッツ川）が、ポーランド中央部を流れるヴィスワ川水系と運河でつながる。
オーデル川本流はポリツェ（Police）付近でシュチェチン湾に注ぐ。シュチェチン湾の北は西のウーゼドム島（波：ウズナム島、ドイツ領およびポーランド領）と東のポーランド領ヴォリン島でバルト海に阻まれる。二つの島と本土との間は、東のヅィヴナ川（Dziwna, 独：ディーフェナウ川）・真ん中のシュヴィナ川（Świna、独：スヴィーネ川）・西のペーネ川（Peene, 波：ピアナ川 ）の3つの川（あるいは細い海峡）があり、バルト海（ポメラニア湾）に注ぐ。
上流部の河畔林と養魚池が多いチェコのポードジ地域と下流部のドイツのシュヴェート付近のオーダー川下流部渓谷の氾濫原はラムサール条約登録地である。

## 水運

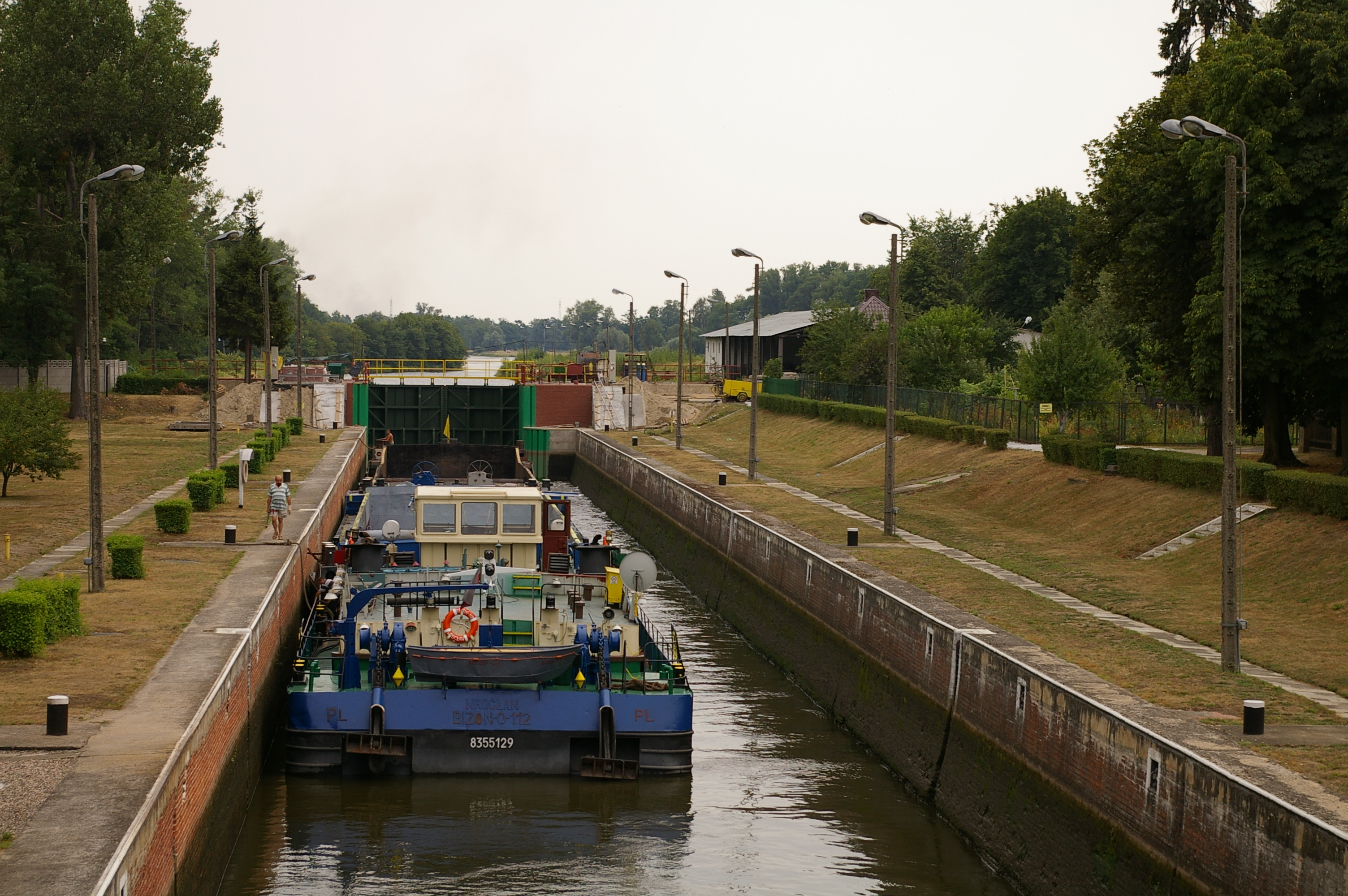
ヴロツワフ付近の運河の閘門

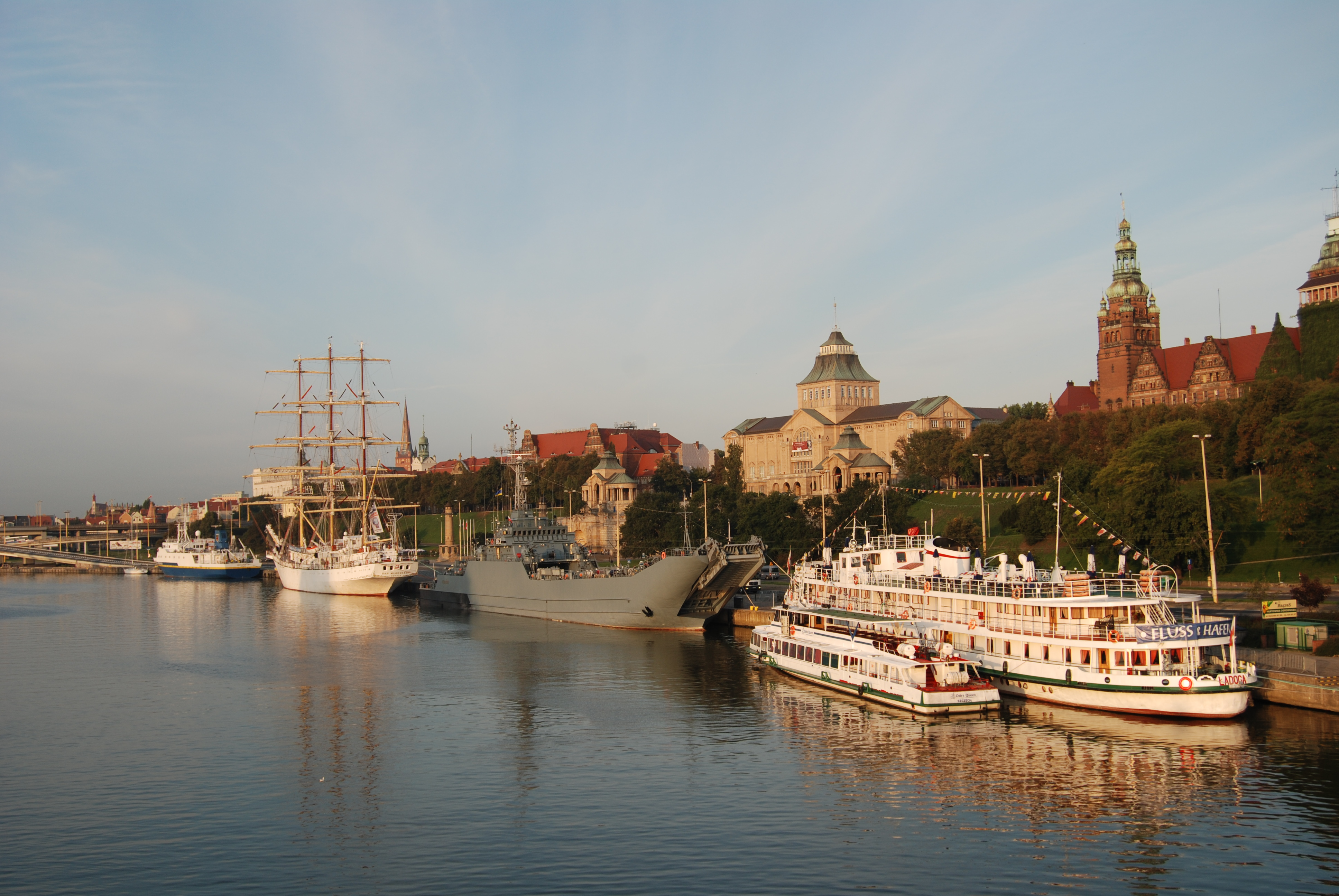
オーデル川下流の港湾都市シュチェチン

オーデル川はほとんどが航行可能になっている。上流ではコズレ（Koźle, 独：コーゼル）付近までは多くの船が往復し、ここから運河に入りクウォドニツァ川沿いの工業都市グリヴィツェ（独：グライヴィッツ）を経てヴィスワ水系上流へと航行する。オーデル川上流は浚渫や護岸工事で運河化され、CEMT Class IV までの大型はしけがオーデル川流域最大の都市ヴロツワフ付近の工業地帯を航行できるようになっている。
ヴロツワフの下流をしばらく行くとドイツとの国境に達し、ドイツ側には東ドイツが建設した製鉄都市アイゼンヒュッテンシュタット（シュプレー川やベルリンへの運河はここから始まる）、古くからの商業都市フランクフルト (オーダー) などの都市が続く。フランクフルト下流でヴァルタ川が合流し、その上流の大都市ポズナニ（独：ポーゼン）や、運河を経てヴィスワ川の支流ブルダ川沿いのブィドゴシュチュ（独：ブロンベルク）へと小さな貨物船が航行する。ヴァルタ川合流点の下流のホーエンザーテン（Hohensaaten）でハーフェル川・エルベ川方面へと続く運河・ハーフェル＝オーデル水路（Havel-Oder-Wasserstraße）が始まり、ここからもベルリン方面へ航行できる。
最下流ではドイツの国境から離れ、バルト海の主要港湾都市であるシュチェチンを流れる。シュチェチン湾からバルト海へは、シュヴィナ川でつながり、その河口にはドイツ・ポーランド国境の街シフィノウイシチェ（独：スヴィーネミュンデ）の街が跨る。

## 歴史

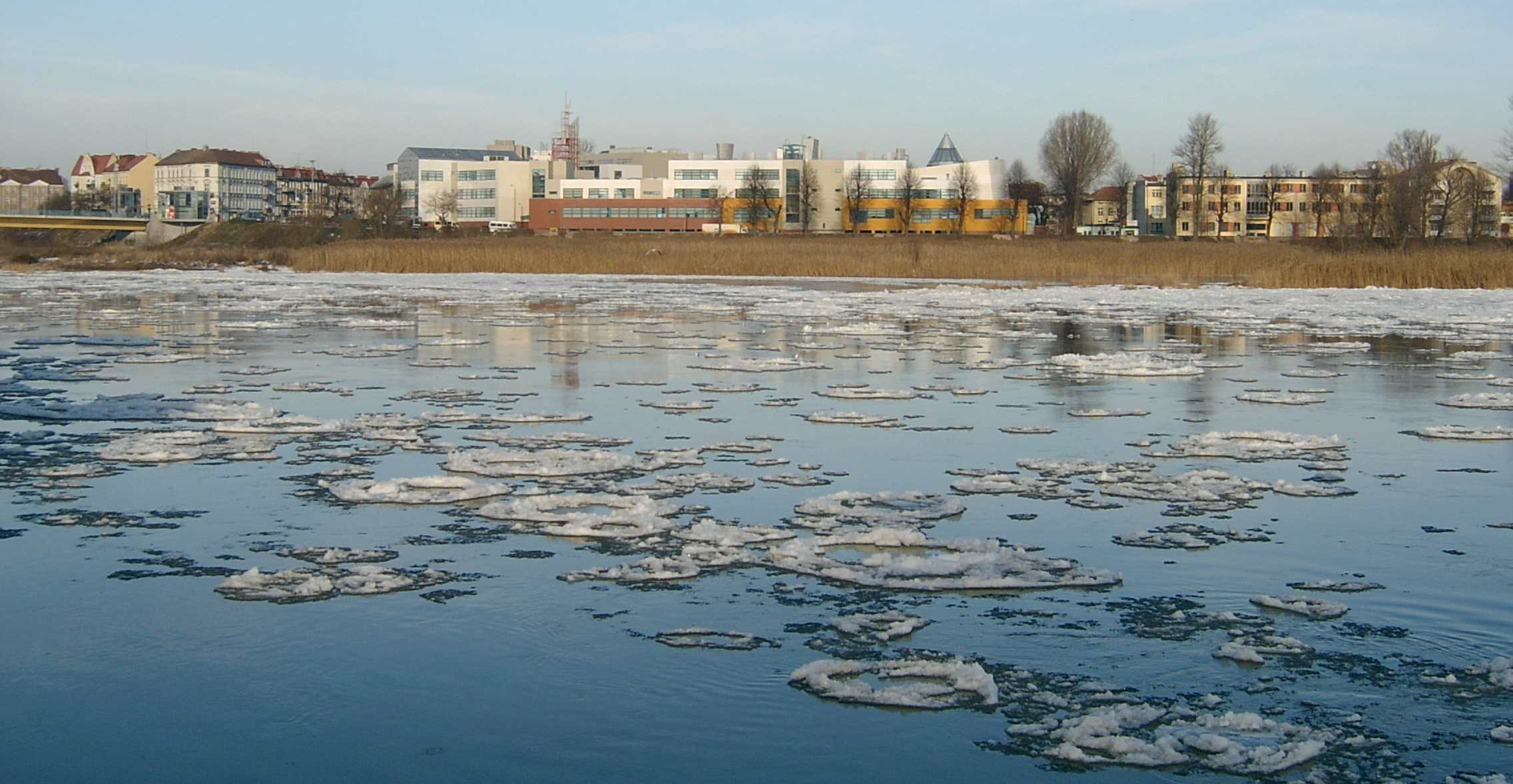
フランクフルト (オーダー)付近、雪解け水で増水するオーデル川

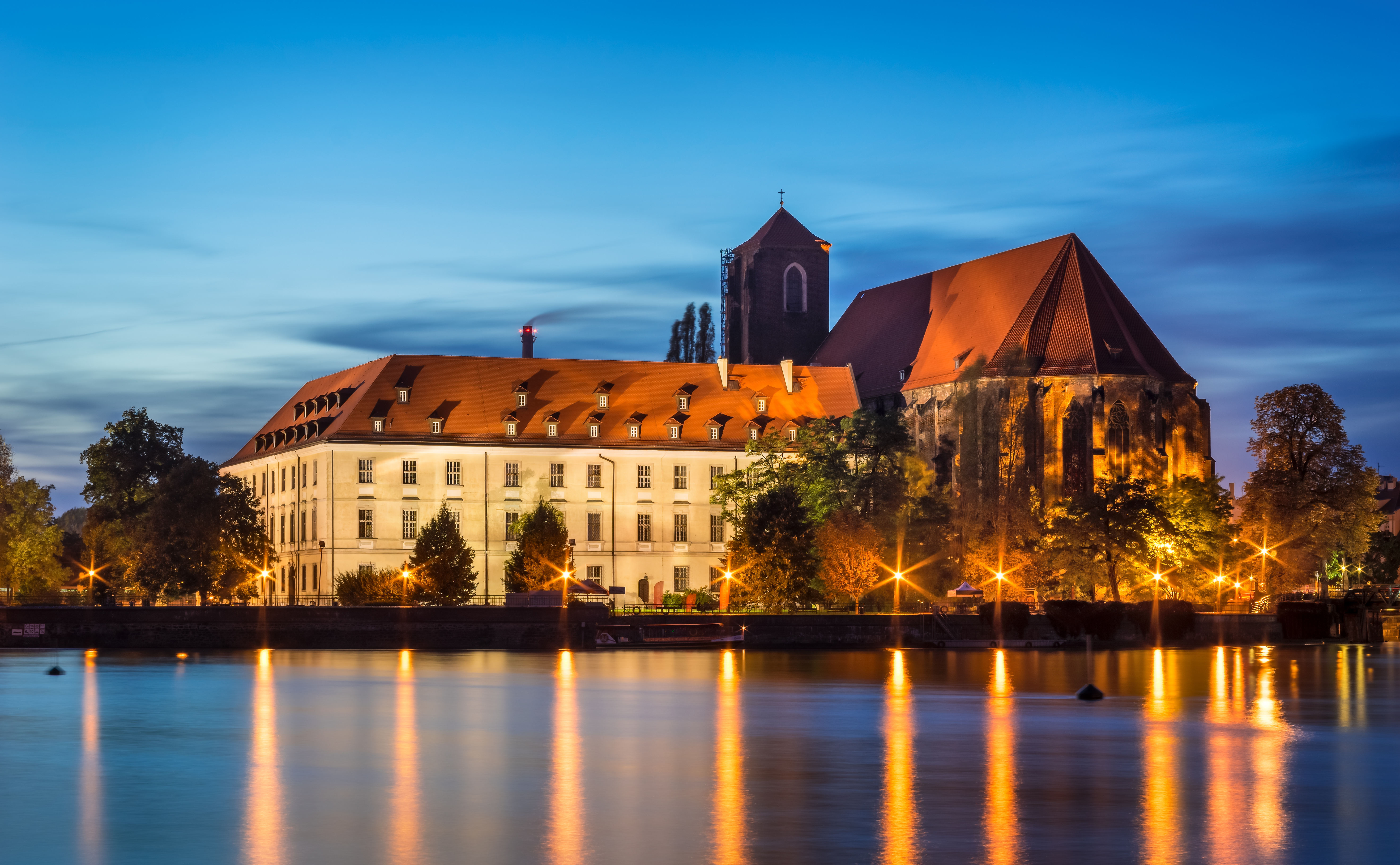
オーデル川上流のヴロツワフ

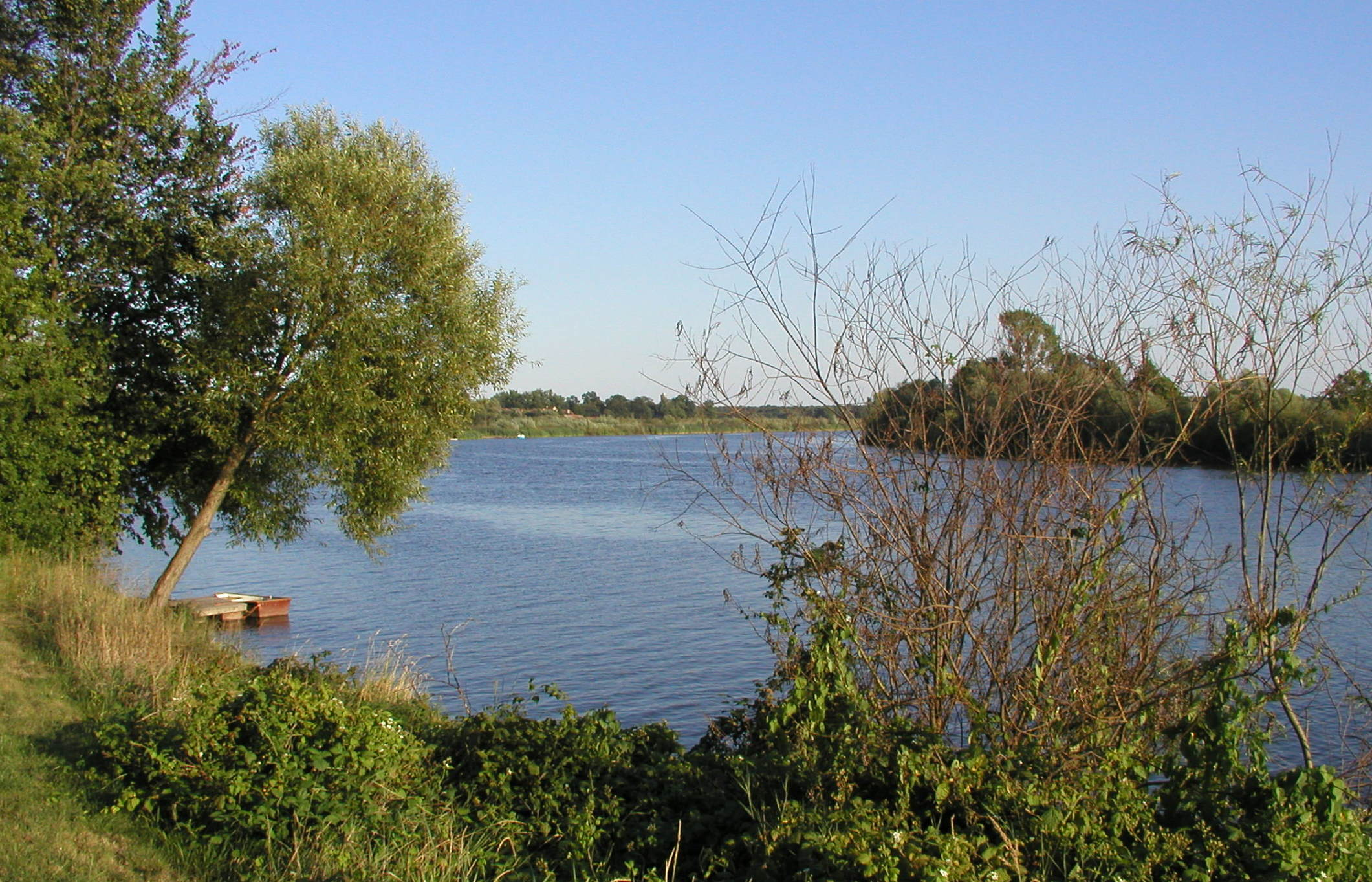
オーデル川の流れ

古代ローマ人はゲルマニア奥地（ゲルマニア・マグナ）にあるこの川を、「ヴィアドルス川」（Viadrus）または「ヴィアドゥア川」（Viadua）の名で記録に残しており、バルト海北東部から中欧を縦断しローマ帝国に至る「琥珀の道」（アンバーロード）の支線の一部となっていた。
ゲルマニア奥地のヴィアドルス川とヴィストゥラ川（Vistula、ヴィスワ川）は重要な交易路で、両川の間に住んでいた多数の部族の名が記録されている。845年頃の氏名不詳の人物「バイエルン人の地理学者」（Geographus Bavarus）によるドナウ川以北の地名や都市名を記した書物によれば、上流のシレジアにはシレジア人（Silesians）、ダドシャニ人（Dadoshanie）、オポラニア人（Opolanians）、ルピグラア人（Lupiglaa）、ゴレンシツェ人（Golenshitse）が、下流の西ポメラニアにはウォリニア人（Wolinians）やピルジカン人（Pyrzycans）が住んでいたとある。プラハの司教管区の文書（1086年）には、シレジアに住む Zlasane, Trebovyane, Poborane, Dedositze などの民族の名が記されている。
ドイツ人はオーデル川と呼び、古い資料には中世ラテン語でオデラ川（Odera）またはオッデラ川（Oddera）と記している。10世紀末のポーランド周辺に関して記した古文書の断章「Dagome iudex」では、990年頃のミェシュコ1世とその妻オーダ・フォン・ハルデンスレーベン（Oda von Haldensleben）の領地（グニェズノのピャスト朝の支配地域）はオーデル川からモラヴィア、クラクフ、プロシアへと広がっていたという。オーデル川下流の両岸に広がるルブシュ地方（独: ラント・レブス。その名は現在のポーランド領ルブシュ県に受け継がれている）は中世においてはこの周辺の中心地であった。
中世には流域に農業が広がり、13世紀に農地を守るためのダムが建設されている。ドイツ人の東方植民でオーデル川右岸の民族はドイツ人の支配を受け徐々に同化された。フランクフルト (オーダー)やヴロツワフ（ブレスラウ）などのオーデル川流域の都市は、ヨーロッパの東西を結ぶ交易路と、バルト海からオーストリアへ南北を結ぶ河川交通の交点として栄え、商業の中心地や大学の所在地となった。産業革命後は、農業中心のオーデル川流域はラインラントやルール地方などドイツ西部に対して地盤沈下したが（オストフルフト）、上シレジアで鉄鉱石や石炭の大規模な採掘がはじまると上流域は産業地帯となった。
第二次世界大戦後、ポツダム会談により、ドイツとポーランドの国境はポーランド政府の意向を無視してオーデル・ナイセ線にまで引き戻され、
1946年8月5日、ポーランドとソビエト連邦との間でオーデル川以東の管理権の移譲に関する協定が締結されて確定した。
東方植民以来長年ドイツ文化圏にあったオーデル川流域の大半がポーランド領となり（回復領）、オーデル川以東（旧ドイツ東部領土）に住んでいたドイツ人は西ドイツなどへ追放された。

## 支流
下流より記載
- ヴァルタ川
  - ノテチ川
- ナイセ川